# Henryk Majcherek
Henryk Majcherek (ur. 22 listopada 1934 w Bydgoszczy, zm. 30 września 2021 w Bydgoszczy) – polski aktor
Po maturze w III Liceum Ogólnokształcącym w Bydgoszczy (1952) ukończył studia na Wydziale Aktorskim PWSTiF w Łodzi (1961). Występował w Teatrze im. Wilama Horzycy w Toruniu (1961-1964), Bałtyckim Teatrze Dramatycznym w Koszalinie – Słupsku (1964-1967), Teatrze Polskim w Bydgoszczy (1967-1972, 1977-1978), Teatrze Dramatycznym w Szczecinie (1972-1975) i Teatrze Starym w Krakowie (1978-1991). W latach 1975-1976 był wicedyrektorem, a w latach 1990-1991 dyrektorem naczelnym i artystycznym Teatru Dramatycznego w Elblągu, w którym występował także jako aktor. Współpracował także z Teatrem Polskim w Bielsku-Białej (1997) i Teatrem im. Edmunda Wiercińskiego we Wrocławiu (1999-2000).
Artysta zajmował się ponadto pisaniem wierszy (na jego koncie pojawiło się 8 tomików), felietonów, a nawet scenariuszów filmowych. Oprócz tego Henryk Majcherek malował, a jego prace pojawiały się na wystawach zbiorowych i indywidualnych.
Pochowany na  Cmentarzu św. Trójcy w Bydgoszczy.

## Filmografia[6]
- 1980: Królowa Bona
- 1980: Z biegiem lat, z biegiem dni…
- 1983–2005: Sensacje XX wieku
- 1983: Nie było słońca tej wiosny – Surma
- 1984: Przeklęte oko proroka – wójt Tarnowa
- 1988: Oskarżony
- 1988: Dekalog X – prezes filatelistów
- 1998: L.J.K. (Ludwik Jerzy Kern)
- 2007: Generał polskich nadziei... Władysław Anders 1892–1970 – Winston Churchill